# Understanding Media
Understanding Media: The Extensions of Man ist ein 1964 erschienenes medientheoretisches Buch von Marshall McLuhan.
Das Buch ist die Quelle der Phrase „Das Medium ist die Botschaft“. Das Werk behandelte als eines der ersten seiner Art die Auswirkungen der Globalisierung auf lokale Kulturen. Es übte großen Einfluss auf Geisteswissenschaftler, Schriftsteller und Sozialtheoretiker aus.

## Zusammenfassung
Im ersten Teil erläutert McLuhan die Unterschiede zwischen heißen und kalten Medien und die Art und Weise, in der ein Medium den Inhalt eines anderen Mediums übersetzt. McLuhan bildete die Zusammenfassung Der Inhalt eines Mediums ist immer ein anderes Medium.
Im zweiten Teil analysiert McLuhan die 1964 bekannten Medien, wobei er die Form eines Mediums wichtiger als dessen Inhalt einschätzt. Die Analyse umfasst das gesprochene Wort, das geschriebene Wort (z. B. in einem Manuskript), Straßen und den Transport von gedruckten Nachrichten, Zahlen, Kleidung, Wohnen, Geld, Uhren, Druck (z. B. in Lithographie oder Holzschnitt), Comics, das gedruckte Wort (z. B. in der Typografie), Telefon, Tonaufzeichnung, Filme, Radio, Fernsehen und Automation.
McLuhan verwendet historische Zitate und Anekdoten, um die Art und Weise, in der neue Medien die Wahrnehmungen von Gesellschaften verändern, zu veranschaulichen. McLuhan hebt dabei die Effekte jedes Mediums hervor und stellt ihren Inhalt in den Hintergrund. Er unterscheidet zwischen heißen und kalten Medien. Heiße Medien erfordern vom Nutzer einen geringen Partizipationsgrad, während kalte Medien vielfältige Partizipation ermöglichen. Demgemäß definiert McLuhan beispielsweise Radio, Fernsehen und das gesprochene Wort als coole Medien, da das Zuhören oder Zuschauen keine vollständige Beteiligung des Nutzers erfordern und gleichzeitig anderen Beschäftigungen nachgegangen werden kann. Ein Buch oder ein Film im Kino werden als heiße Medien definiert, da sie eine vollständige Beteiligung des Nutzers erfordern und keine Partizipation ermöglichen.

## Medienkonzept
McLuhan verwendet die austauschbaren Wörter Medium, Medien und Technologie. Ein Medium ist nach McLuhan jede „Erweiterung von uns selbst“, genauso wie „jede neue Technologie“. Zusätzlich zu Formen wie Zeitungen, Fernsehen und Radio schließt McLuhan die Glühlampe, Autos, Reden und Sprache in seine Definition von Medien ein, da all diese als Technologien Kommunikation herbeiführen und ihre Formen oder Strukturen die Art und Weise, in der die Welt wahrgenommen und verstanden wird, verändern.
McLuhan nahm an, dass die konventionellen Methoden beim Studium der Medien nicht verwendbar seien, da sie nur den Inhalt beachten würden, wodurch sie die psychologischen und sozialen Effekte nicht wahrnehmen könnten. Durch diese Methode wird das elektrische Licht nicht als Medium wahrgenommen, da es keinen Inhalt hat. Nach McLuhan verstärkt oder beschleunigt jedes Medium existierende Prozesse und bewirkt eine Veränderung des Maßstabes, der Geschwindigkeit, der Form und des Musters der menschlichen Zusammenarbeit, Beziehungen und Handlungen, wodurch psychische und soziale Konsequenzen entstehen.  Die Auswirkungen eines Mediums auf den Menschen bezeichnet McLuhan als die Botschaft des Mediums.
Zur Illustration seiner These verwendet McLuhan das Beispiel der Mechanisierung, um zu zeigen, dass unabhängig vom Produkt die Auswirkung die gleiche ist. McLuhan kritisierte am herkömmlichen Medienverständnis, dass sie das „Kratzen aber nicht das Jucken“ beschreibe. McLuhan sah David Sarnoff, den damaligen Vorsitzenden der RCA, als einen der Medienexperten an, die dem herkömmlichen Verständnis folgten und dessen Erklärungen McLuhan als „Stimme des gegenwärtigen Schlafwandels“ bezeichnete. Jedes „Medium füge sich zu dem, das wir bereits sind hinzu“, wodurch es „Erweiterungen und Verringerungen“ der menschlichen Sinne und Körper umsetzt und sie technisch neu formt. McLuhan nahm an, dass der Mensch dadurch „narzisstisch“ hypnotisiert und daran gehindert werde, die reale Natur der Medien zu sehen.
McLuhan nahm zudem an, dass der Inhalt eines Mediums jeweils ein anderes Medium sei.
Die Auswirkungen jedes Mediums werden durch die bestehenden sozialen Bedingungen begrenzt , da es sich in das Bestehende integriert und bestehende Prozesse verstärkt. Medien beeinflussen zudem verschiedene Gesellschaften in unterschiedlicher Weise. 
Nach McLuhan ist die einzige Möglichkeit, die realen „Prinzipien der Macht“ eines Mediums (oder einer Struktur) wahrzunehmen, distanziert neben ihr zu stehen, um der Fähigkeit eines Mediums, den Unwissenden in eine unterschwellige narzisstische Trance zu versetzen und „ihre eigenen Annahmen, Vorurteile und Werte auf ihn zu übertragen“ zu entkommen. Die distanzierte Position ermögliche es, die Effekte eines Mediums zu kontrollieren und vorherzusagen. Die Kontrolle und Vorhersage eines Mediums befindet McLuhan als äußerst schwierig, da „es beim ersten Kontakt wirksam werden kann, wie die ersten Noten einer Melodie“. Als historisches Beispiel einer solchen Distanzierung führt McLuhan Alexis de Tocqueville und die Typografie an. Tocqueville kam in seine Position, da er Literat war. Als historisches Beispiel für die Auswirkungen einer technologischen Umklammerung einer Gesellschaft führt McLuhan die westliche Welt an, die ihre Prinzipien der „Uniformität, Kontinuität und des Sequentialismus“ zugunsten des „Rationalen“ aufgab.
McLuhan nimmt an, dass Medien Sprachen sind, die ihre eigenen Strukturen und grammatikalischen Systeme besitzen und dass sie als solche untersucht werden könnten. Er nahm an, dass Medien Effekte hätten, die die Art und Weise, in der Individuen, Gesellschaften und Kulturen die Welt wahrnehmen und die Welt verstehen, beeinflussen. Auf seinen Untersuchungen im Neuen Kritizismus basierend argumentierte McLuhan, dass Technologien sich zu einer Kultur wie Wörter zu einem Gedicht verhalten würden: Das Zweite entnimmt seine Bedeutung aus dem vom Ersten geformten.
McLuhans Medientheorie wurde durch Harold Innis beeinflusst.

## Beispiele für Medien und ihre Botschaft
|                                    | Explanations | Essenz (die reale Botschaft) | Inhalt/Verwendung (die irrelevante Botschaft)                               |
| ---------------------------------- | --- | --- | --------------------------------------------------------------------------- |
| Mechanisierung                     | Unterstützt Menschen maschinell, bei physischer Arbeit. Sie entsteht durch die „Fragmentierung eines Prozesses und die Aneinanderreihung jedes Einzelstücks.“                                                                                 | Die Essenz ist die „Technik der Fragmentierung“. Sie ändert menschliche Beziehungen „Fragmentell, zentralistisch und oberflächlich“. Ein Prozess wird in eine Abfolge ohne kausale Prinzipien zerlegt. | Das hergestellte Produkt (Cornflakes oder Cadillacs)                        |
| Automatisierung                    | Die Verwendung von Maschinen anstatt von Menschen | Im Wesentlichen ist es „integral und dezentralistisch“ | Das hergestellte Produkt (Cornflakes oder Cadillacs)                        |
| Film                               | Der Film beschleunigt das Mechanische (eine Abfolge von Rahmen) | Durch die „reine Beschleunigung des Mechanischen“ trug er uns von der Welt der Reihungen und Verbindungen in die Welt der kreativen Aspekte und Strukturen. Die Botschaft des Mediums Films ist die des Übergangs von Linearen Verbindungen zu Aspekten. |                                                                             |
| Elektrizität                       | Das Elektrische Zeitalter | Die enorme Geschwindigkeit der Elektrizität bewirkte eine Synchronisierung. Sie beendete die Sequenzierung und Verkettung, die die Mechanisierung bewirkt hatte, wodurch die „Ursachen der Dinge wieder in das Bewusstsein eintraten“. „Die elektrische Geschwindigkeit hat die Sequenzen des mechanischen Films übernommen, danach wurden die Verläufe der Macht in den Strukturen und Medien lauter und klarer. Wir kehren zur Ikone zurück.“ Es verkörpert den Wandel vom Zugang der Konzentration auf „Spezialisierte Segmente der Aufmerksamkeit (das Aufgreifen einer spezifischen Persepktive)“ zur Idee des „umfassenden Bewusstseins“ für das Ganze, der Beachtung des „ganzen Feldes“, eines „Sinnes für das gesamte Muster“. Sie machte den Sinn für „die Form und Funktion als Einheit als Ganzes“, eine „integrale Idee von Struktur und Ausrichtung“ notwendig und vorherrschend. Sie beeinflusste die Malerei (vor allem den Kubismus), die Physik, die Dichtung, Kommunikation und Bildungstheorie. |                                                                             |
| Elektrisches Licht                 | „extrem radikal, allgegenwärtig und dezentralisiert … es eliminiert die Faktoren von Raum und Zeit in der menschlichen Wahrnehmung, genauso wie es Radio, Telegraph, Telephon und Fernsehen tuen, wobei es in der Tiefe Beteiligung bewirkt.“ | Keine. (Obwohl es dazu verwendet werden kann, „Irgendeinen Markennamen zu buchstabieren“) |                                                                             |
| elektrische Kraft in der Industrie | Ident mit dem elektrischen Licht | (Unterscheidet sich vom elektrischen Licht) |                                                                             |
| Telegraph                          | | Druck |                                                                             |
| Druck und Typografie               | Die neue visuelle Druckkultur | Die Botschaft sind die Prinzipien der Uniformität, Kontinuität und Linearität. McLuhan bezeichnet die Botschaft als „ihre Grammatik“. Trotz seiner „kulturellen Sättigung“ konnte das gedruckte Wort im 18. Jahrhundert die „französische Nation homogenisieren, und verband die Komplexität der antiken Feudalgesellschaft und der mündlichen Gesellschaft“;, wodurch die französische Revolution gefördert wurde, die „durch die neuen Literaten und Anwälte getragen wurde“. Begrenzung: Der Druck konnte in einer Gesellschaft wie der Großbritanniens wirksam werden, in der „die alten mündlichen Traditionen wirksam waren“, wodurch die Kultur des Landes unvorhersagbar und dynamisch wurde. Während England durch das mittelalterliche Instrument des Parlaments regiert wurde, führte die Druckkultur in Frankreich und Nordamerika, die linearer geprägt waren und über keine vergleichbaren Institutionen mit ähnlich weitreichenden Befugnissen verfügten.                                            | Der Inhalt des Drucks ist das Geschriebene Wort.                            |
| Schreiben                          | | | Sprache                                                                     |
| Sprache                            | | | Sie ist ein konkreter Denkprozess, der in sich nonverbal ist.               |
| Radio                              | | |                                                                             |
| Fernsehen                          | Es spricht und sagt zugleich nichts. | |                                                                             |
| Eisenbahn                          | | „Sie beschleunigte und vergrößerte den Maßstab der vorherigen menschlichen Handlungen, erzeugte völlig neue Arten von Städten, Arbeit und Freizeit.“ | Fracht; „Sie funktioniert in einer tropischen und einer nördlichen Umwelt.“ |
| Flugzeug                           | | „Durch das Beschleunigen der Transportgeschwindigkeit tendiert sie dazu die Eisenbahnform der Städte, Politik und Wahrnehmung aufzulösen.“ | Wozu es verwendet wird                                                      |

## Heißes und kaltes Medium
Ein heißes Medium ist für McLuhan ein Medium, das einen einzigen Sinn erweitert. Es zeichnet sich durch Detailreichtum und eine große Informationsmenge aus. Vom Rezipienten wird nur eine kleine Aufmerksamkeitsspanne gefordert. Daher sind Medien, die sich durch „low involvement“ kennzeichnen, heiße Medien. Zu den heißen Medien zählt McLuhan z. B. die Fotografie, den Kinofilm, den Hörfunk, aber auch das phonetische Alphabet oder das Buch.
Ein kaltes Medium ist für McLuhan ein Medium, das durch ein „high involvement“ des Rezipienten gekennzeichnet ist. Es fordert aktive Ergänzung und Vervollständigung durch den Rezipienten. Zu den kalten Medien zählen damit alle Kommunikationsmedien, z. B. das Telefon, E-Mail, Internet usw. Aber auch Cartoons, Karikaturen, der Comic, das Fernsehen und die Sprache sind nach McLuhan kalte Medien.
Das fundamentale Problem, das sich in der Auseinandersetzung mit diesem Konstrukt ergibt, ist die Tatsache, dass ein Medium nicht aus sich heraus „kalt“ oder „heiß“ ist, sondern dass dies grundsätzlich relationale Begriffe sind. Wenn McLuhan, der für seine kühle Prosa respektive seinen kalten Zugang zum heißen Medium Schrift berühmt ist, schreibt, dass das damals noch nicht hoch auflösende Medium Fernsehen ein kaltes Medium sei, dann ergibt sich diese Qualität erst aus dem Vergleich mit einem anderen Medium, bzw. mit einem spezifischen Aspekt des im Vergleich stehenden Mediums. Im Falle des Fernsehens ergibt sich dessen Qualität im Vergleich zum ebenfalls audiovisuellen Medium Film, der aufgrund der fotografischen Bildschärfe entsprechend weniger vom Rezipienten einfordert. McLuhan schreibt durchgängig so, als ob die medienspezifische Qualität eine feste, also unabhängig vom jeweiligen Vergleichsmoment bestehende Größe sei. Erst relativ spät in dem Aufsatz expliziert er diese, den Begriffen zu Grunde liegende Vergleichslogik. Diese Darstellungsstrategie McLuhans fordert vom Leser ein hohes Maß an Eigeninitiative bzw. subjektiver Ergänzung und soll den seriösen Leser dazu bringen, sich Gedanken über die strukturellen Eigenschaften der Medien zu machen.
Die Unterscheidung „heiß“ und „kalt“ entlehnte Marshall McLuhan von den damals populären Musikrichtungen des „Hot Jazz“ bzw. „Cool Jazz“.

## Buchausgaben
- Understanding Media. The Extensions of Man. McGraw-Hill, New York 1964; critical edition: Gingko Press, Corte Madera 2003, ISBN 1-58423-073-8.
- Die magischen Kanäle. Econ, Düsseldorf 1968; Neuausgabe ebd. 1992, ISBN 3-430-16404-4.

### Englischsprachige Weblinks
- Offizielle Website des Autors
- Einführung und Kapitel 1–7 (Memento vom 23. Dezember 2008 im Internet Archive)
- Understanding Media: The Extensions of Man (Memento vom 11. Januar 2014 im Internet Archive)
- Understand Media – Durch McLuhan inspirierte Website über Medienliteratur und Medienbildung.